# Jonas Gonçalves Oliveira
Jonas Gonçalves Oliveira vagy egyszerűen Jonas  (São Paulo, 1984. április 1. –)  brazil labdarúgó, jelenleg a SL Benfica és a brazil labdarúgó-válogatott támadója.

## Pályafutása

### Válogatott

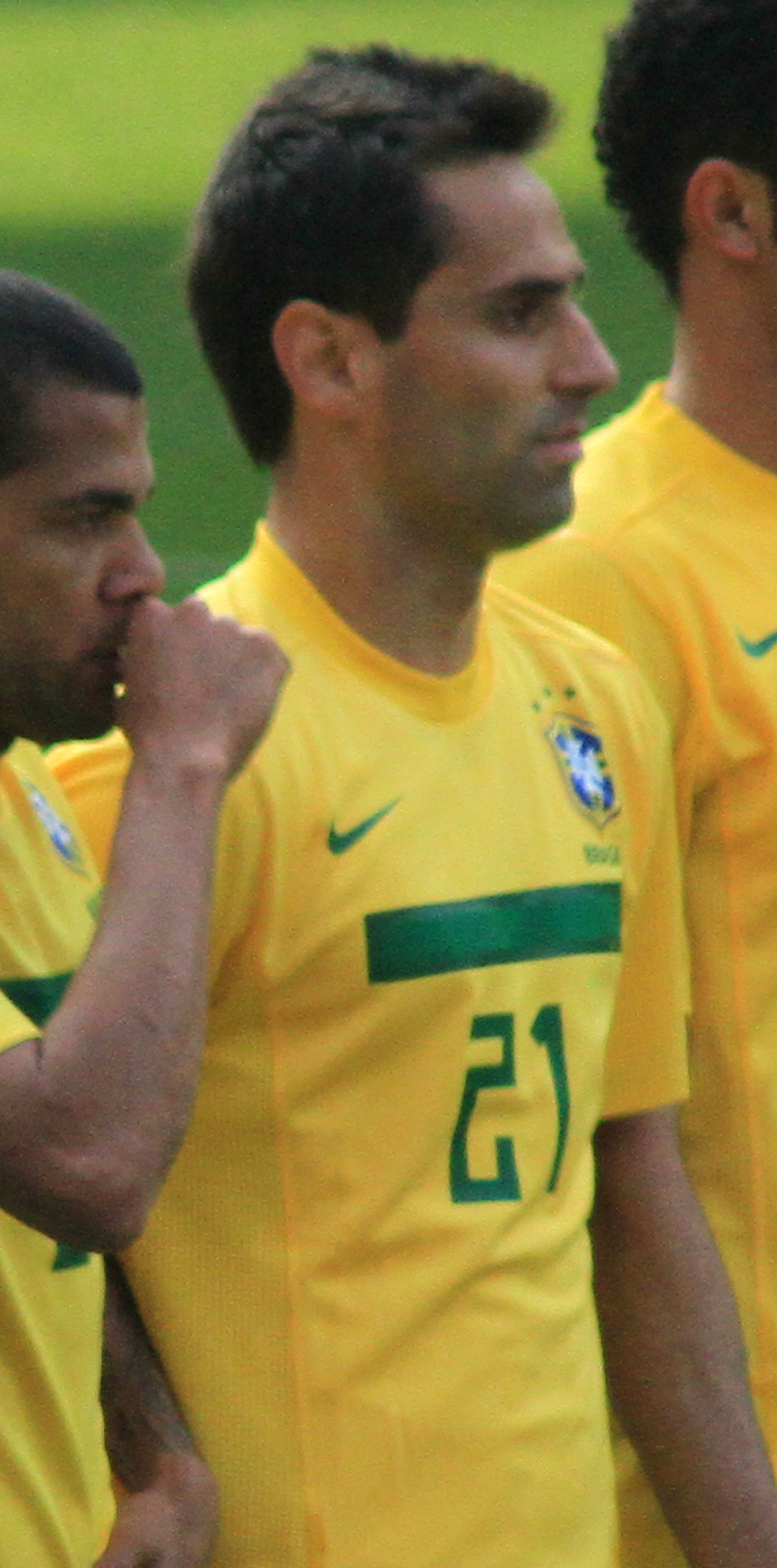
Jonas a brazil válogatottban 2011-ben

2011. március 27-én, egy Skócia elleni barátságos mérkőzésen mutatkozott be a nemzeti csapatban, Leandro Damião helyére állt be a 78. percben. A mérkőzést a brazilok nyerték 2–0-ra. Még ebben az évben, november 14-én megszerezte első gólját is, Egyiptomnak talált be a 2–0-ra megnyert mérkőzésen.
2012 szeptemberétől négy éven át kellett várnia az újabb válogatott fellépésre, végül 2016 márciusában szerepelt újra a Seleçãoban. Pályára lépett a 2016-os Copa Américán.

## Magánélete
Jonas Bebedouro városában született, és a szomszédos Taiúva községben nevelkedett, São Paulo államban. Szülei tanárok, két bátyja van. 2015 augusztusában olasz állampolgárságot kapott.

## Sikerei, díjai
Grêmio
- Gaúcho állam bajnok: 2010

Santos
- Paulista állam bajnoka: 2006, 2007

SL Benfica
- Portugál bajnok: 2014–15, 2015–16
- Portugál labdarúgó-ligakupa győztes: 2014–15, 2015–16
- Portugál labdarúgó-szuperkupa győztes: 2016

Egyéni
- Portugál bajnokság gólkirálya: 2015–16
- Portugál bajnokság az év játékosa: 2014-15, 2015-16

## Statisztika

### Klub
Frissítve: 2018. május 13.
| Klub             | Szezon           | Bajnokság     | Bajnokság | Kupa          | Kupa  | Nemzetközi kupa | Nemzetközi kupa | Egyéb         | Egyéb | Összesen      | Összesen |
| Klub             | Szezon           | Pályára lépés | Gólok     | Pályára lépés | Gólok | Pályára lépés   | Gólok           | Pályára lépés | Gólok | Pályára lépés | Gólok    |
| ---------------- | ---------------- | ------------- | --------- | ------------- | ----- | --------------- | --------------- | ------------- | ----- | ------------- | -------- |
| Guarani          | 2006             | 25            | 12        | 1             | 0     | 0               | 0               | 0             | 0     | 26            | 12       |
| Santos           | 2006             | 15            | 1         | 0             | 0     | 4               | 0               | 5             | 4     | 24            | 5        |
| Santos           | 2007             | 5             | 0         | 0             | 0     | 8               | 1               |               | 4     | 13            | 5        |
| Santos           | Összesen         | 20            | 1         | 0             | 0     | 12              | 1               | 5             | 8     | 37            | 10       |
| Portuguesa       | 2008             | 25            | 10        | 0             | 0     | 0               | 0               | 0             | 0     | 25            | 10       |
| Grêmio           | 2007             | 12            | 3         | 0             | 0     | 0               | 0               | 0             | 0     | 12            | 3        |
| Grêmio           | 2008             | 3             | 0         | 0             | 0     | 0               | 0               | 0             | 0     | 3             | 0        |
| Grêmio           | 2009             | 26            | 14        | 0             | 0     | 8               | 2               | 15            | 8     | 49            | 24       |
| Grêmio           | 2010             | 33            | 23        | 9             | 8     | 2               | 0               | 21            | 11    | 65            | 42       |
| Grêmio           | 2011             | 0             | 0         | 0             | 0     | 0               | 0               | 2             | 3     | 2             | 3        |
| Grêmio           | Összesen         | 74            | 40        | 9             | 8     | 10              | 2               | 38            | 22    | 131           | 72       |
| Valencia         | 2010–11          | 13            | 3         | 0             | 0     | 1               | 0               | 0             | 0     | 14            | 3        |
| Valencia         | 2011–12          | 33            | 10        | 7             | 4     | 13              | 5               | 0             | 0     | 53            | 19       |
| Valencia         | 2012–13          | 35            | 13        | 6             | 1     | 8               | 5               | 0             | 0     | 49            | 19       |
| Valencia         | 2013–14          | 31            | 10        | 1             | 0     | 8               | 0               | 0             | 0     | 40            | 10       |
| Valencia         | Összesen         | 112           | 36        | 14            | 5     | 30              | 10              | 0             | 0     | 156           | 51       |
| Benfica          | 2014–15          | 27            | 20        | 3             | 6     | —               | —               | 5             | 5     | 35            | 31       |
| Benfica          | 2015–16          | 34            | 32        | 1             | 0     | 9               | 2               | 4             | 2     | 48            | 36       |
| Benfica          | 2016–17          | 19            | 13        | 1             | 1     | 0               | 0               | 5             | 3     | 25            | 17       |
| Benfica          | 2017–18          | 30            | 34        | 4             | 2     | 6               | 0               | 1             | 1     | 43            | 37       |
| Benfica          | Összesen         | 110           | 99        | 9             | 9     | 15              | 2               | 15            | 11    | 151           | 121      |
| Karrier összesen | Karrier összesen | 366           | 196       | 33            | 22    | 67              | 15              | 58            | 41    | 524           | 274      |

### International
Frissítve: 2016. június 9.
| Válogatott | Szezon   | Pályára lépés | Gólok |
| ---------- | -------- | ------------- | ----- |
| Brazília   | 2011     | 5             | 2     |
| Brazília   | 2012     | 3             | 0     |
| Brazília   | 2016     | 4             | 1     |
| Összesen   | Összesen | 12            | 3     |

## Külső hivatkozások
Benfica official profile Archiválva 2016. április 24-i dátummal a Wayback Machine-ben (portugálul)
- BDFutbol profile
- Ciberche stats and bio Archiválva 2012. március 28-i dátummal a Wayback Machine-ben (spanyolul)
- Jonas adatlapja a ForaDeJogo oldalán
- Jonas adatlapja a Soccerway oldalon (angolul)
- Jonas adatlapja a National-Football-Teams.com oldalon (angolul)

- Jonas az UEFA adatbázisában (angolul)